# Brian Ritchie
Brian Ritchie (Milwaukee, 21 novembre 1960) è un musicista statunitense.
È il fondatore e bassista del gruppo rock Violent Femmes, costituitosi nel 1980.
Nel 2007 ha collaborato dal vivo e in studio con il gruppo italiano Zen Circus, partecipando alle sessioni di Villa Inferno, album uscito nel giugno 2008.
Nel 2008 si è trasferito con la moglie in Tasmania (Australia), dove l'anno seguente ha organizzato il festival Mona Foma. Nel 2010 ha realizzato un album con un gruppo chiamato The Break e composto anche da alcuni ex membri del gruppo Midnight Oil.